# Ectropothecium plicatum
Ectropothecium plicatum là một loài Rêu trong họ Hypnaceae. Loài này được E.B. Bartram & Dixon mô tả khoa học đầu tiên năm 1936.